# Leptogaster tornowii
Leptogaster tornowii är en tvåvingeart som beskrevs av Brethes 1904. Leptogaster tornowii ingår i släktet Leptogaster och familjen rovflugor. Inga underarter finns listade i Catalogue of Life.